# Wachtberg
Wachtberg is een gemeente in de Duitse deelstaat Noordrijn-Westfalen, gelegen in de Rhein-Sieg-Kreis. De gemeente telt 20.331 inwoners (31 december 2020) op een oppervlakte van 49,68 km².
Het wapen van Wachtberg bevat een mythische lintworm.

## Afbeeldingen

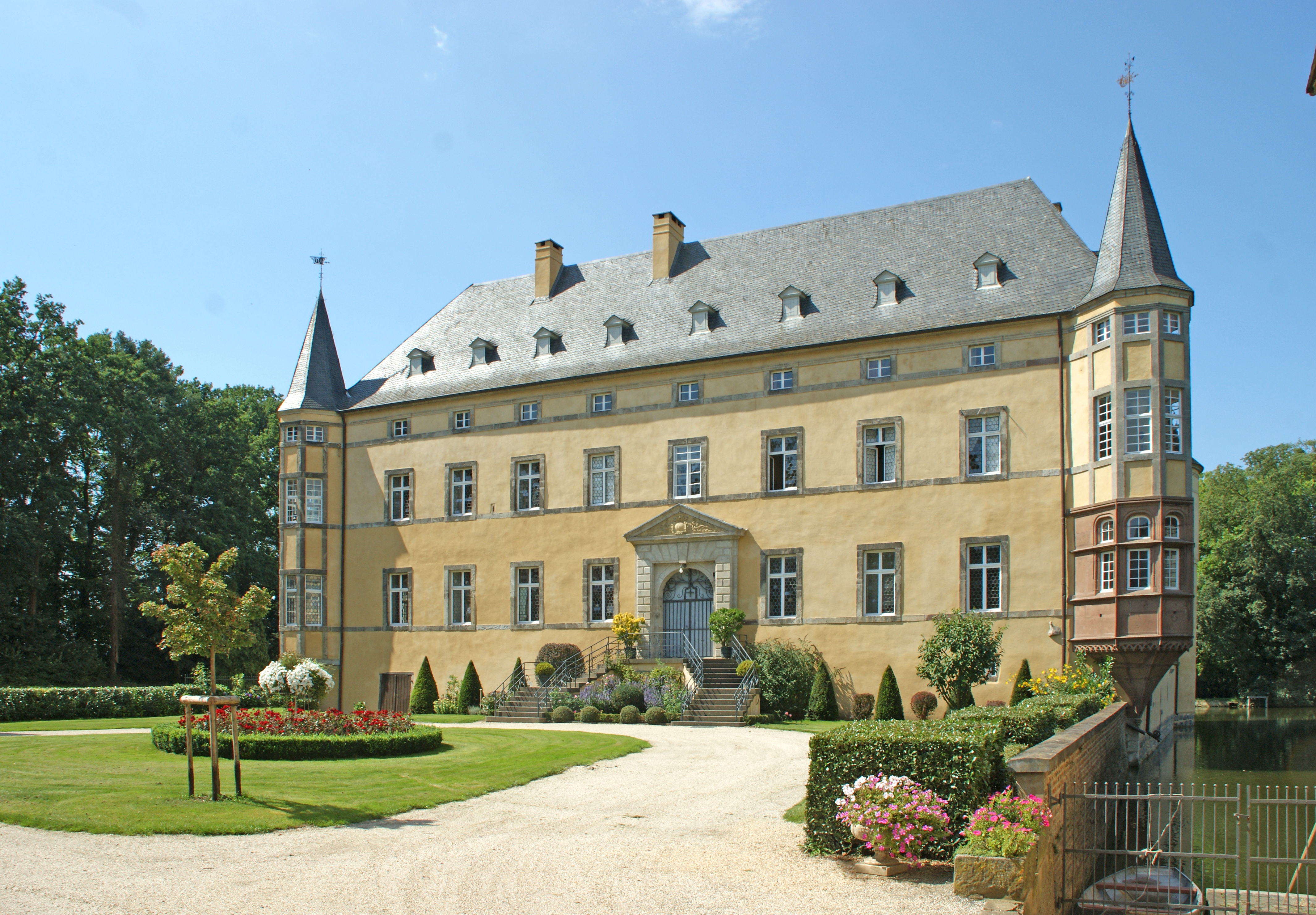
Burg Adendorf
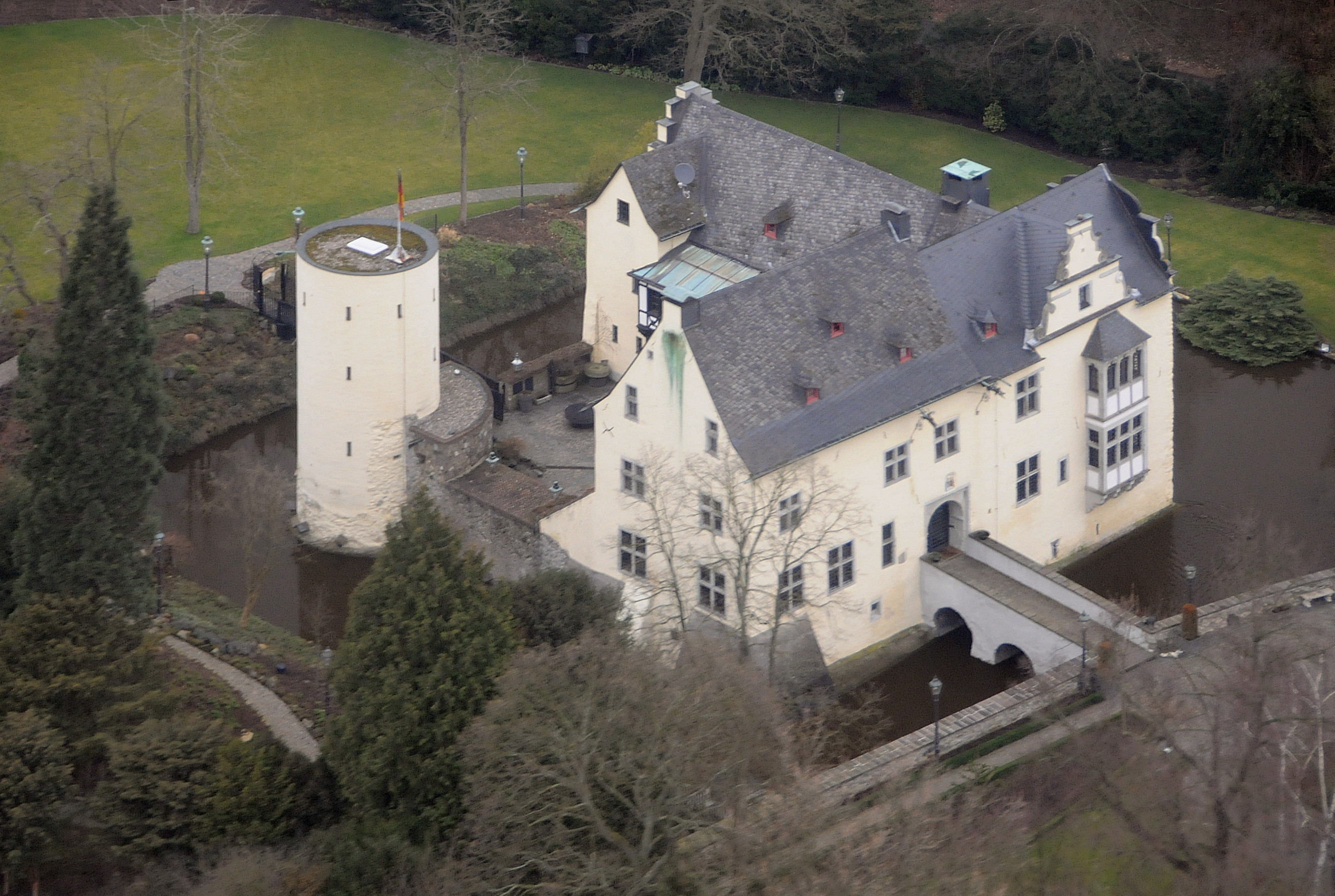
Burg Odenhausen
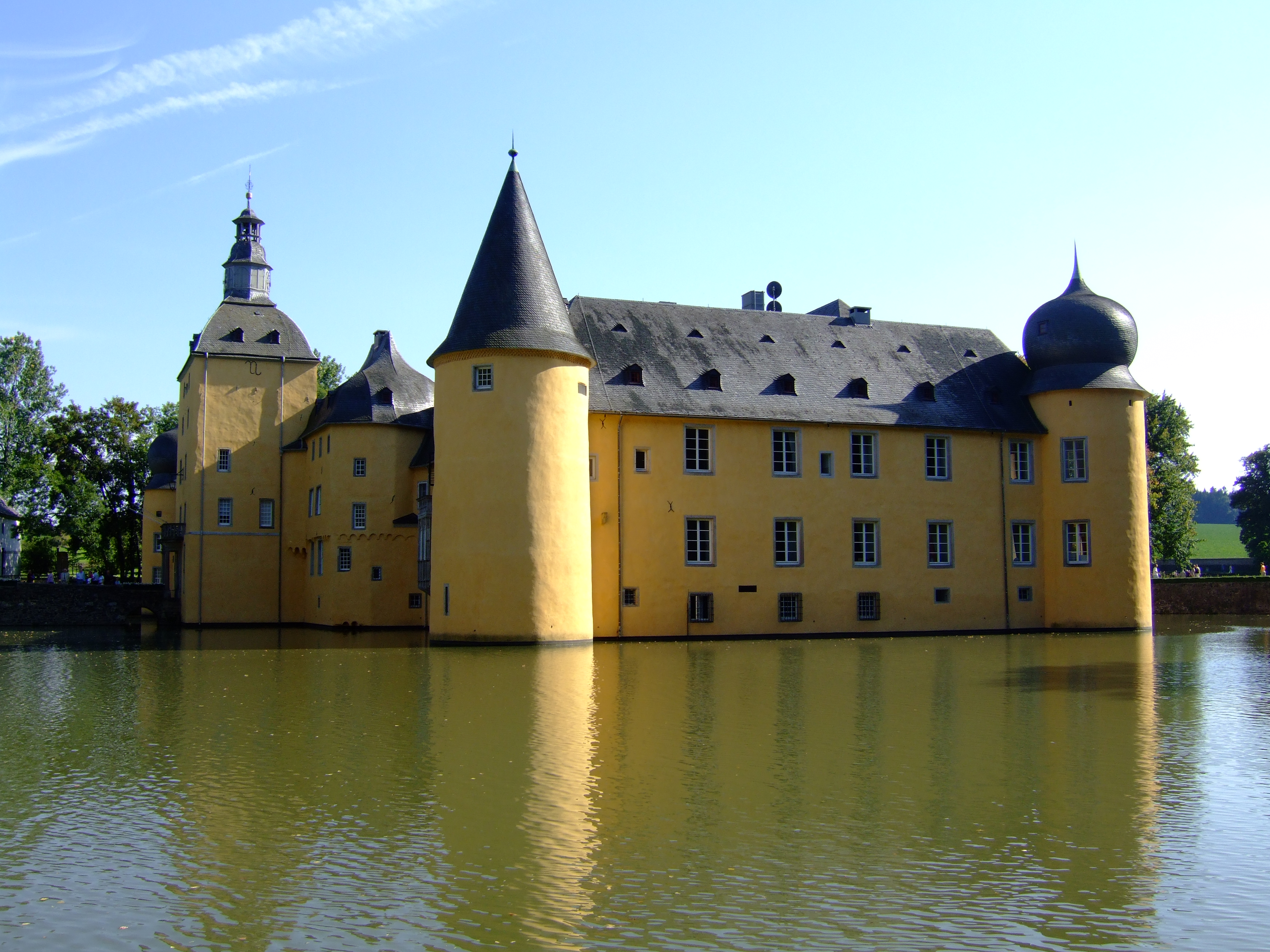
Burg Gudenau

Alfter · Bad Honnef · Bornheim · Eitorf · Hennef · Königswinter · Lohmar · Meckenheim · Much · Neunkirchen-Seelscheid · Niederkassel · Rheinbach · Ruppichteroth · Sankt Augustin · Siegburg · Swisttal · Troisdorf · Wachtberg · Windeck